# Carll Cneut

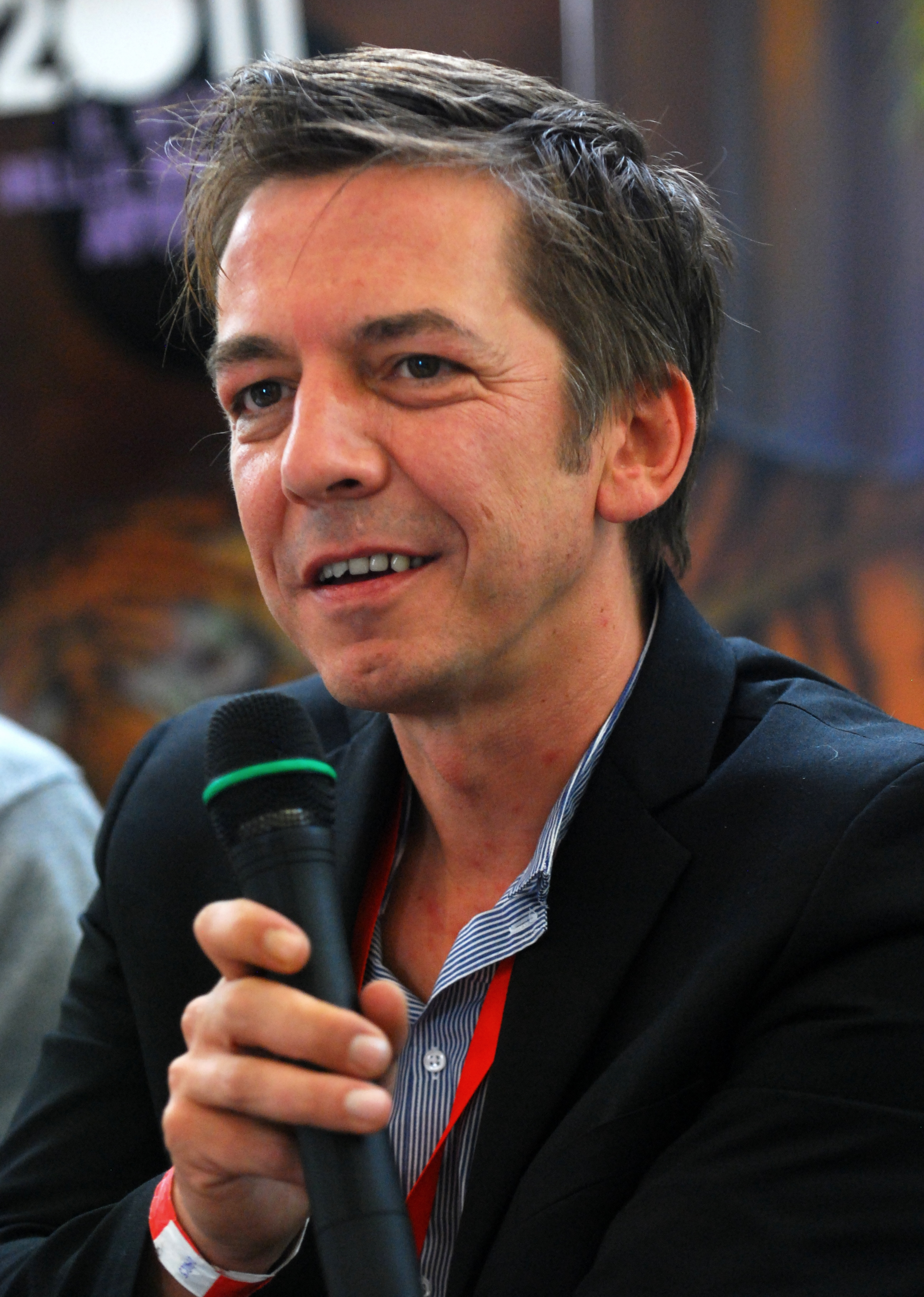
Carll Cneut (2011)

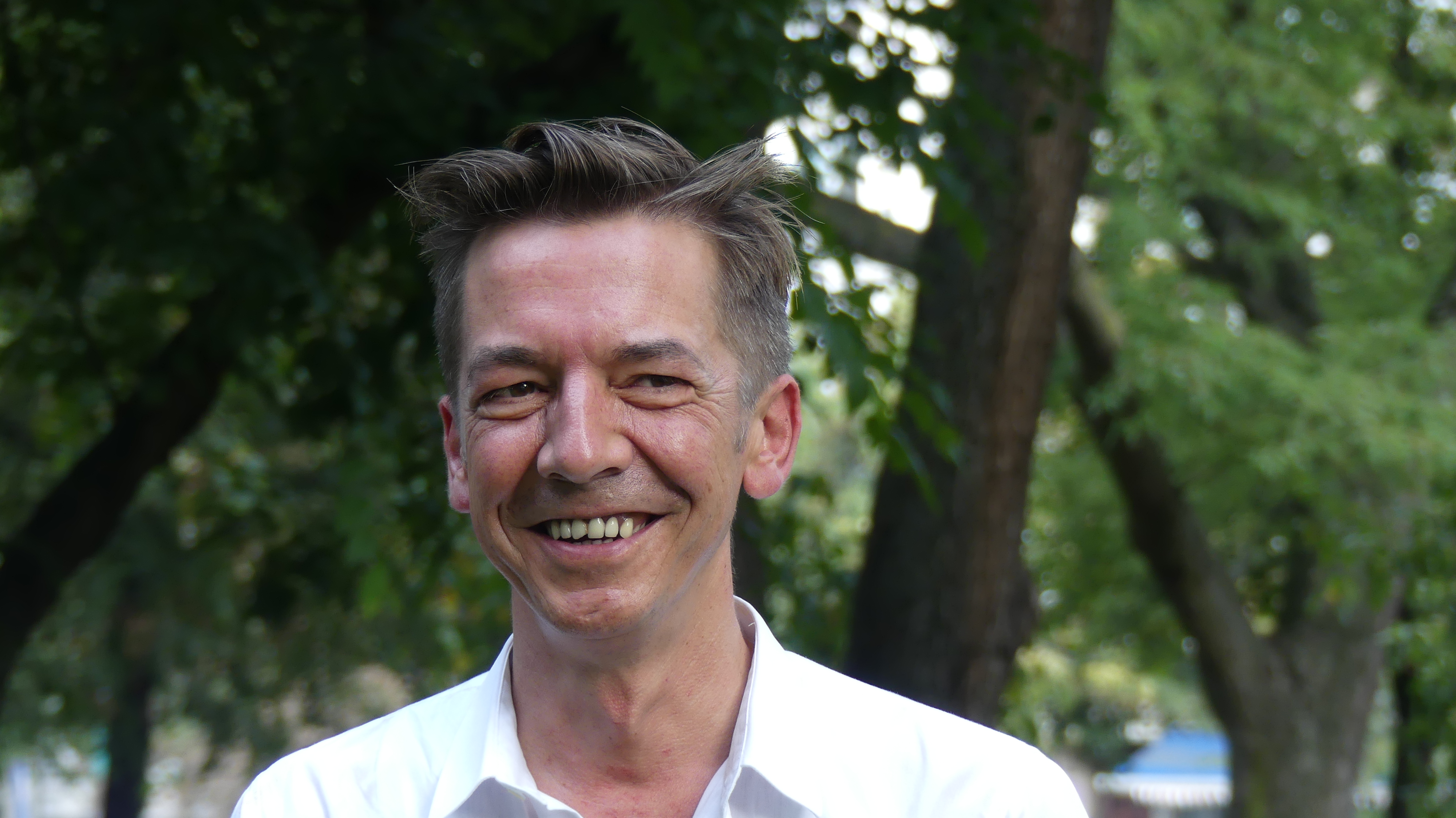
Carll Cneut (2016 beim Kinder- und Jugendprogramm des Internationalen Literaturfestivals Berlin)

Carll Cneut (* 1. August 1969 in Roeselare) ist ein belgischer Illustrator und Schriftsteller. Er illustrierte seit 1996 41 Bilderbücher, Kinderbücher und Jugendbücher, von denen neun auch in deutscher Übersetzung vorliegen. Für sein literarisches Werk wurde er unter anderem mit dem Woutertje Pieterse Prijs (2009), dem Gouden Griffel (2009) und dem Zilveren Penseel Award (2003/2010) ausgezeichnet. Carll Cneut lebt in Gent.

## Leben
Carll Cneut wurde 1969 in Roeselare an der französisch-belgischen Grenze geboren. Dort verbrachte er auch seine Kindheit mit seinen Eltern und seinen zwei jüngeren Geschwistern. Sein Vater, der ihn schon in jungen Jahren an das Zeichnen heranführte und mit dem er oft Micky-Maus-Figuren malte, starb, als Carll Cneut neun Jahre alt war. Danach machte Cneut es sich zur Aufgabe, seinen beiden Schwestern das Zeichnen beizubringen.
Nachdem Cneut erst Zirkusartist und dann Bäcker werden wollte, entschied er sich, stattdessen Grafikdesign an der Saint-Lucas Arts School in Gent zu studieren, jener Stadt, in der er auch heute noch lebt und arbeitet. Nach Abschluss seines Studiums fing Cneut an, in einer Werbeagentur zu arbeiten, wo er sich hauptsächlich mit Werbekampagnen zu Verpackungen und Lebensmitteln beschäftigte und noch nicht beabsichtigte, einmal Illustrator zu werden. 1996 traf Cneut auf die Schwester seines jetzigen Verlegers De Eenhoorn, die auch in der Werbebranche tätig war. Während sie sich über eine Kampagne unterhielten, fiel ihr eine alte Illustration von Cneut ins Auge und sie schlug vor, dass er einige Illustrationen für ein Kindermagazin ihres Bruders zeichnen sollte. Cneut war zunächst nicht sehr interessiert, doch als er mit dem Verleger in Kontakt kam, entschied er sich dafür, den Job anzunehmen.
Nicht lange nachdem das Magazin mit Cneuts Illustrationen erschienen war, bekam Cneut die erste Anfrage für ein Buch. Varkentjes van Marsepein (übersetzt „Marzipanschweinchen“) war Cneuts Illustrationsdebüt und entstand in Zusammenarbeit mit dem flämischen Autor Geert De Kockere, mit dem Cneut später noch sechs weitere Kinderbücher herausbrachte, wobei es sich hauptsächlich um Kinderbücher in Versform handelte. Erst im Alter von 30 Jahren realisierte Cneut, dass er Vollzeit als Illustrator arbeiten wollte.
Das Buch, das Cneut zu dieser Erkenntnis führte, war Willy. In Willy geht es um einen Elefanten, der die verschiedenen Eigenschaften bewundert, die jede Person einzigartig machen. Im Gegensatz zu den ersten drei Büchern, die Cneut illustriert hatte und die alle Lyrikbücher gewesen waren, handelte es sich bei Willy um das erste epische Buch. Cneut sagte in einem Interview, dass Willy das erste Buch war, bei dem er den Beruf des Illustrators richtig verstanden hatte und das ihm außerdem klar machte, was für eine Art Illustrator er in der Zukunft sein wollte.
Ende 2000 arbeitete Cneut Vollzeit als Illustrator, hauptsächlich im Bereich der Kinderliteratur. 2002 hatte er sein Debüt als Autor, als sein Verlag das Buch The Amazing Love Story of Mr Morf herausbrachte, das Cneut geschrieben und auch illustriert hat. Seit 2005 unterrichtet Cneut an der Royal Academy of Fine Arts in Gent. 2015 eröffnete Cneuts die Ausstellung In my Head in Gent, bei der Originalzeichnungen aus Der goldene Käfig und How to draw birds zu sehen waren und die mit über 50.000 Besuchern in sechs Monaten ein voller Erfolg war.
2016 war er Jurymitglied der Auszeichnung Das außergewöhnliche Buch des Kinder- und Jugendprogramms des Internationalen Literaturfestivals Berlin.

## Künstlerische Einflüsse
Als Haupteinflüsse auf seinen Stil als Illustrator und Autor nennt Cneut die belgischen Expressionisten Gustave Van de Woestijne, James Ensor und Edgard Tytgat. Andere Einflüsse von Illustratoren waren zum Beispiel Arthur Rackham, Gustave Doré und der Niederländer Anton Pieck, die sich mit den großen Geschichtenerzählern beschäftigten. Cneuts Begeisterung für den amerikanischen Künstler und Illustrator Brad Holland motivierte Cneut dazu, seine Illustrationen mit richtiger Farbe zu malen.

## Literarisches Werk

### Varkentjes van Marsepein
Carll Cneuts erstes Bilderbuch “Varkentjes van Marsepein„ wurde am 1. Oktober 1996 beim belgischen Verlag De Eenhoorn in niederländischer Sprache veröffentlicht und umfasst 43 Seiten. Das Buch wurde von Cneut illustriert und der Text von Geert De Kockere verfasst. Es existiert keine deutsche Übersetzung. Das Buch beinhaltet 47 lustige, rhythmische und manchmal ein bisschen absurde Gedichte, die hauptsächlich von der glücklichen Seite des Lebens erzählen. Die Gedichte haben eine magische und geheimnisvolle Atmosphäre, wodurch sie auch bei Erwachsenen beliebt sind.

### Hotel Honde-de-bolder
Cneuts zweites Bilderbuch/Kinderbuch Hotel Honde-de-bolder erschien am 1. März 1996 beim belgischen Verlag De Eenhoorn in niederländischer Sprache. Der Autor des Buches ist Wim Vromant. Das Buch ist noch nicht in deutscher Übersetzung erschienen. Es erzählt die Geschichte von Lotte und Kasper, die sich einen Hund wünschen. Als ihr Vater ihnen kein Haustier erlaubt, eröffnen die beiden im Urlaub ein Tierhotel.

### Een straatje zonder eind
Cneuts Bilderbuch Een straatje zonder eind wurde am 15. März 1997 beim belgischen Verlag De Eenhoorn in niederländischer Sprache veröffentlicht und umfasst 32 Seiten. Das Buch wurde von Geert De Kockere verfasst und wurde bisher noch nicht ins Deutsche übersetzt. In der Straße ohne Ende wohnen 26 Menschen. Ihre Häuser haben keine Hausnummer, sondern einen Buchstaben. Dieser Buchstabe ist der erste Buchstabe des Namens der Person, die in dem Haus lebt. Das A steht für Anneliesje, B für Belle usw. Auf jeder Seite des Buches lernt der Leser eine neue Figur kennen. So entsteht ein ABC Lernbuch. Das Buch enthält außerdem ein einfaches Adressbuch für Kinder als Computerprogramm.

### Koetje in de klaver
Das Bilderbuch/Liederbuch Koetje in de klaver wurde am 1. Oktober 1997 beim belgischen Verlag De Eenhoorn in niederländischer Sprache veröffentlicht und umfasst 32 Seiten. Geert De Kockere verfasste das Buch. Das Buch ist noch nicht in deutscher Übersetzung erschienen. Koetje in de klaver beinhaltet 20 gereimte Kinderlieder, sowie Empfehlungen, wie die Lieder am besten gesungen werden können. Zu jedem Lied gibt es farbreiche Illustrationen. Annemie Van Riel komponierte die Musik zu den Reimen. Auf der Rückseite des Buches gibt es die musikalischen Noten für Klavier und Gitarre.

### Niel
Cneuts Kinderbuch Niel wurde am 1. Oktober 1998 beim belgischen Verlag De Eenhoorn in niederländischer Sprache veröffentlicht. Es umfasst 36 Seiten und wurde von Geert De Kockere verfasst. Das Buch ist noch nicht in deutscher Übersetzung erschienen.

### Ik heb een idee
Cneuts sechstes Bilderbuch Ik hen een idee wurde am 1. Oktober 1999 beim Verlag De Eenhoorn in niederländischer Sprache veröffentlicht und umfasst 48 Seiten. Der Autor des Buches ist Geert De Kockere. Bisher gibt es keine deutsche Übersetzung. Das Buch beschreibt in poetischen und philosophischen Worten, kombiniert mit verträumten Illustrationen, eine Imagination der Zukunft.

### Willy
Das Bilderbuch Willy wurde am 1. März 1999  beim belgischen Verlag De Eenhoorn in niederländischer Sprache veröffentlicht und umfasst 36 Seiten. Geert De Kockere verfasste das Buch. Es ist noch nicht in deutscher Übersetzung erschienen, ist jedoch unter anderem in Englisch, Französisch und Hindi publiziert worden. Das Buch erzählt die Geschichte von dem Elefanten Willy. Willy hat vier riesige Beine und einen Körper, der groß genug für zwei ist. Seine Ohren sind so groß, dass er einen Sturm verursachen kann, wenn er damit wedelt, und mit den Haaren an seinem Schwanz malt er gerne Bilder. Manchmal wird Willy wegen seiner dicken Beinen, den großen Ohren und seinem breiten Hintern geärgert. Aber all das ist egal, als sich herausstellt, dass die Leute Willy genau so lieben, wie er ist.
Willy wurde mit dem Boekenpauw (2000) ausgezeichnet. Willy erhielt ein insgesamt sehr positives Presseecho. Die Kirkus Review schrieb »Readers will be inspired to think of Willy« (Kirkus Review, 5. Juli 2011) und die Publishers Weekly fügte hinzu »What might otherwise be a “handsome-is-as-handsome-does” moral is launched into new territory by the calm, arm’s-length tone of the narrator and Cneut’s simultaneously ridiculous and dignified paintings.« Publishers Weekly, 27. Juni 2011.

### Heksenfee/Hexenfee
Carl Cneuts Bilderbuch Heksenfee wurde am 15. März 1999 beim belgischen Verlag De Eenhoorn in niederländischer Sprache veröffentlicht und umfasst 32 Seiten. Die Autorin des Buches ist Brigitte Minne. Die deutsche Übersetzung erschien am 1. Februar 2006 beim Residenz Verlag und umfasst 32 Seiten. Es wurde von Mirjam Pressler übersetzt. Heksenfee ist unter anderem in Deutschland, Frankreich, Spanien, Katalonien, Japan, Korea, Portugal und Brasilien publiziert worden.
Das Buch erzählt die Geschichte von der Fee Rosemary, die, wenn es nach ihrer Mutter geht, immer nett und ordentlich sein soll. Aber Rosemary möchte lieber eine Hexe sein, weil die auch mal ungehobelt und dreckig sein dürfen. Als Rosemary sich mit Hexen anfreundet und anfängt, sich wie eine zu verhalten, will ihre Mutter sie nicht mehr zu Hause sehen. Rosemary ist die Heldin der Geschichte, die ihre Umwelt furchtlos und kritisch sieht und am Ende auch ihre Mutter und die anderen Hexen davon überzeugen kann, dass Feen nicht immer nett und Hexen nicht immer böse sind.
Heksenfee wurde mit dem White Raven Award (2000) ausgezeichnet. Das Buch erhielt ein positives Presseecho. Die Zeitung Die Zeit empfiehlt Heksenfee weiter und schreibt: »Dass Hexenfee sich aber unbedingt sehen lassen kann, liegt an den Bildern des international bekannten belgischen Illustrators Carll Cneut.« (Thomas David, 3. August 2006)

### Woeste Mie
Cneuts neuntes Bilderbuch Woeste Mie wurde am 1. März 2000 beim Verlag De Eenhoorn in niederländischer Sprache veröffentlicht und umfasst 32 Seiten. Das Buch wurde von Geert De Kockere verfasst. Das Buch ist noch nicht in deutscher Übersetzung erschienen. „Woeste Mie“ ist unter anderem in Frankreich publiziert worden.
Das Buch erzählt die Geschichte von der Wilden Winnie (Woeste Mie), die so gerne eine Party will, dass sie sich auf den Tisch setzt und anfängt zu schreien. Ihr Mann kriegt so einen großen Schreck, dass er sich unter dem Tisch versteckt und nicht mehr herauskommt. Er versucht Winnie von ihren Plänen abzubringen aber sie träumt weiter von den tollsten Partys: Partys mit massenhaft Kuchen, Partys mit Pauken und Trompeten, oder am besten: eine Tanzparty. „Woeste Mie“ wurde der Bologna Ragazzi Award Special Mention auf dem Book Fair 2001 zugesprochen.

### „Dromen is heel geheimzinnige dingen“
Das Bilderbuch „Dromen is heel geheimzinnige dingen“ wurde 2001 beim belgischen Verlag Villa Kakelbont/NCJ in niederländischer Sprache veröffentlicht und umfasst 40 Seiten. Das Buch ist noch nicht in deutscher Übersetzung erschienen. Es wurde von Annie Beullens, Mik Ghys und Eric Vanthillo verfasst.

### Roodgeelzwartwit/Rotgelbschwarzweiß
Cneuts Bilderbuch Roodgeelzwartwit wurde 2001 beim belgischen Verlag De Eenhoorn in niederländischer Sprache veröffentlicht und umfasst 32 Seiten. Das Buch wurde von Brigitte Minne verfasst. Die deutsche Übersetzung erschien am 31. Januar 2004 beim Sauerländer Verlag und umfasst 32 Seiten. Andrea Kluitmann besorgte die Übersetzung. Roodgeelzwartwit wurde unter anderem in Deutschland, Frankreich, Korea, Spanien und Katalonien veröffentlicht. Das Buch erzählt die Geschichte von Rot, Gelb, Schwarz und Weiß, die alle in verschiedenen Häusern auf dem Dorfplatz wohnen. Sie spielen oft zusammen im Park, aber weil Rot immer über alles und jeden bestimmen will, beschließen Gelb, Schwarz und Weiß eines Tages, ihn alleine zu lassen. Da Rot aber das Kommandieren nicht sein lassen kann gibt er sich fortan selber Befehle. Nach einer Weile macht ihn das Alleinsein jedoch so traurig, dass er den anderen Kindern ein Segel für ihr Boot bastelt und ihnen seine Hilfe anbietet. Von nun an steuern Rot, Gelb, Schwarz und Weiß das Boot abwechselnd.
Roodgeelzwartwit wurde unter anderem mit dem Prix Octogone (2002) für das beste Bilderbuch und dem Boekenpluim (2002) ausgezeichnet.

### O, ik droom allemachtig!
Cneuts zwölftes Bilderbuch „O, ik droom allemachtig!“ wurde 2001 beim belgischen Verlag Villa Kakelbont/NCJ in niederländischer Sprache veröffentlicht und umfasst 39 Seiten. Das Buch wurde von Annie Beullens, Mik Ghys und Eric Vanthillo verfasst. Das Buch ist noch nicht in deutscher Übersetzung erschienen.

### Het ongelooflijke liefdesverhaal van Heer Morf/Die wundersame Liebesgeschichte des Mister Morf
Cneuts Bilderbuch Het ongeloofijke liefdesverhaal van Heer Morf wurde am 3. Oktober 2002 beim belgischen Verlag De Eenhoorn in niederländischer Sprache veröffentlicht und umfasst 26 Seiten. Das Buch wurde von Carll Cneut illustriert und verfasst. Die deutsche Übersetzung erschien am 1. Januar 2003 beim Verlag Sauerländer und umfasst 32 Seiten. Die Übersetzung stammt von Iris Praël. Het ongeloofijke liefdesverhaal van Heer Morf ist unter anderem in Deutschland, Frankreich, Dänemark und den USA publiziert worden.
Das Buch erzählt die Geschichte vom Zirkushund Mister Morf. Mister Morf ist Seiltänzer und sehr berühmt, aber er fühlt sich auch sehr einsam. So zieht er eines Tages los, um einen Freund zu finden. Auf seiner Reise begegnet er vielen verschiedenen Tieren, doch erst als er in den Zirkus zurückkehrt trifft er seinen Freund fürs Leben: den Floh, der in seinem Fell lebt und ihn so lange kitzelt, bis Mister Morf lachen muss.
Het ongeloofijke liefdesverhaal van Heer Morf wurde unter anderem mit dem Zilveren Penseel Award (2003) und dem Prix d’Illustration Jeunesse (2003) ausgezeichnet. Het ongeloofijke liefdesverhaal van Heer Morf erhielt ein insgesamt positives Presseecho. Die Süddeutsche Zeitung schrieb über Cneuts Buch »Seine wundersame Erzählung besitzt auf jeden Fall die Elemente, die eine Liebesgeschichte auch für Kinder nachvollziehbar machen: einen traurigen Helden, die Suche nach einem Freund und das unverhoffte Glück, alles verpackt in eine verhaltene Komik, die der kleinen Geschichte die Schwere nimmt. « (Jens Thiele, 17. März 2003). Die Publishers Weekly fügte hinzu »Belgian author-illustrator Cneut makes his U.S. debut with this serviceable tale, in which his densely textured acrylic-and-pastel illustrations outshine the wordy exposition. « (Publishers Weekly, 27. Januar 2003).

### Een wereldkaart op ware grootte
Das Bilderbuch/der Gedichtband Een wereldkaart op ware grootte wurde am 17. Juli 2002 beim belgischen Verlag Abtei Averbode in niederländischer Sprache veröffentlicht und umfasst 47 Seiten. Das Buch wurde von Daniel Billiet verfasst. Das Buch ist noch nicht in deutscher Übersetzung erschienen. In dem Buch gibt es verschiedene Gedichte über die Welt und unsere Sinneswahrnehmung. Een wereldkaart op ware grootte kann verschiedenen literarischen Genres zugeordnet werden. Neben einer Einordnung als Bilderbuch/Kinderbuch kann es auch der Lyrik zugeordnet werden.

### Uitnodiging van de poes
Das Bilderbuch/der Gedichtband Uitnodiging van de poes wurde beim belgischen Verlag Clavis in niederländischer Sprache veröffentlicht und umfasst 32 Seiten. Die Gedichte aus dem Buch wurden von A.M.G Schmidt, Han Hoekstra, Marianne Busser, Geert De Kockere und vielen weiteren verfasst. Das Buch ist noch nicht in deutscher Übersetzung erschienen.

### Voor altijd bij jou
Das Bilderbuch Voor altijd bij jou wurde am 1. September 2003 beim belgischen Verlag Davidsfonds in niederländischer Sprache veröffentlicht und ist 110 Seiten lang. Die Autorin ist Karla Stoefs. Es gibt bisher keine deutsche Übersetzung. Das Buch erzählt die Geschichte von Hannah und ihrem Cousin Gill, der sehr krank ist. Eines Tages ziehen Hannahs Tante, ihr Onkel und ihr Cousin Gill bei ihnen ein. Hannah ist zuerst nicht begeistert und hat keine Lust, ihr Zimmer mit ihrem Cousin zu teilen. Doch bald schon werden Hannah und Gill gute Freunde und es fällt Hannah schwer, Gills Krankheit zu vergessen.

### Mijnheer Ferdinand
Das Bilderbuch Mijnheer Ferdinand wurde am 3. März 2003 beim belgischen Verlag De Eenhoorn in niederländischer Sprache veröffentlicht und umfasst 28 Seiten. Das Buch wurde von Agnes Guldemont verfasst und ist noch nicht in deutscher Übersetzung erschienen. Mijnheer Ferdinand ist unter anderem in Frankreich und Spanien publiziert worden.
Das Buch erzählt die Geschichte von Mister Ferdinand, der etwas verloren hat, aber nicht genau weiß was es ist. Er glaubt, dass er etwas verloren hat, was er einmal hatte und ist deswegen sehr traurig. Aber wie kann man etwas wiederfinden, wenn man nicht weiß, wonach man sucht? Mister Ferdinand sucht überall, bis er sich schließlich erschöpft auf einer Parkbank niederlässt. Dort trifft er einen Jungen, der Porträts zeichnet und eine Frau, die jeden Tag die Schwäne füttert. Mister Ferdinand wird klar, dass es die kleinen Dinge im Leben sind, die es besonders machen und dass sie überall zu finden sind, wenn man nur genau hinguckt.
Mijnheer Ferdinand wurde unter anderem mit der Golden Plaque Bratislava (2003), dem Boekenpauw (2004) und dem White Raven Award (2004) ausgezeichnet.

### En toen kwam Linde
Das Bilderbuch En toen kwam Linde wurde am 1. Oktober 2003 beim belgischen Verlag De Eenhoorn in niederländischer Sprache veröffentlicht und umfasst 77 Seiten. Das Buch wurde von Brigitte Minne verfasst. Es ist noch nicht in deutscher Übersetzung erschienen. En toen kwam Linde ist unter anderem in Frankreich publiziert worden.
Die Lowie Familie hat seit dem Tod der Mutter den Kontakt zu ihren Mitmenschen verloren und sich abgeschottet. Doch als Linde mit ihren Eltern in das Nachbarhaus zieht wird alles anders. Linde ist fünfzehn Jahre alt und hat Down-Syndrom. Mit ihrer bunten Kleidung und ihrem breiten Lachen sieht sie ein bisschen wie Pippi Langstrumpf aus. Mit ihrer Fröhlichkeit schafft sie es, durch die Mauer zu brechen, die die Lowie Familie aufgebaut hat. En toen kwam Linde kann verschiedenen literarischen Genres zugeordnet werden. Neben einer Einordnung als Bilderbuch und Kinderbuch kann es auch zur Inklusionsliteratur gezählt werden.
En toen kwam Linde wurde unter anderem mit der Inclusieve Griffel (2005) ausgezeichnet, einem Preis der von der Flemish Society of Mentally Handicapped Persons vergeben wird.

### Zie ik je nog eens terug?
Das Bilderbuch/Kinderbuch bzw. das Jugendbuch Zie ik je nog eens terug? wurde 2003 beim niederländischen Verlag Em. Querido's Uitgeverij in niederländischer Sprache veröffentlicht und umfasst 64 Seiten. Ed Franck verfasste das Buch. Bisher existiert keine deutsche Übersetzung. Zie ik je nog eens terug? ist unter anderem in Frankreich publiziert worden.
Das Buch erzählt die Geschichte von einem achtjährigen Mädchen, das sich in ein Spielzeugmuseum verirrt. Dort trifft sie auf Nestor, den Leiter des Museums. Das Mädchen ist verängstigt und redet kaum, doch mit Hilfe der wunderschönen Spielzeuge aus dem Museum gewinnt Nestor langsam ihr Vertrauen. Ihm wird bewusst, dass das Mädchen ein schreckliches Geheimnis haben muss und als er sie nach Hause bringen will, führt das Mädchen ihn zum Grab von ihrem kürzlich verstorbenen jüngeren Bruder.
Zie ik je nog eens terug? kann verschiedenen literarischen Genres zugeordnet werden. Neben einer Einordnung als Bilderbuch und Kinderbuch ist es durchaus auch als Jugendbuch einzustufen. Zie ik je nog eens terug? wurde mit dem Vlag en Wimpel (2004) ausgezeichnet.

### Antonio aan het andere eind van de aarde kleiner en kleiner
Cneuts Bilderbuch/Kinderbuch Antonio aan het andere eind van de aarde kleiner en kleiner wurde am 2. September 2003 beim belgischen Verlag De Eenhoorn in niederländischer Sprache veröffentlicht und umfasst 26 Seiten. Das Buch wurde von Malachy Doyle verfasst. Es ist noch nicht in deutscher Übersetzung erschienen, wurde jedoch unter anderem in England, Frankreich und den USA publiziert.
Die Geschichte handelt von Antonio, der für eine Weile seine Großmutter besucht, doch auf einmal anfängt immer kleiner zu werden. Woche für Woche schrumpft Antonio immer mehr und seine Granny vermutet, dass der Grund dafür ist, dass Antonio seine Mutter so sehr vermisst. Also macht sich Antonio auf den Weg nach Hause und erlebt auf seiner langen Reise viele Abenteuer. Als er zu Hause ankommt ist er so klein, dass seine Mutter ihn fast nicht mehr erkennt.
Antonio aan het andere eind van de aarde kleiner en kleiner erhielt ein insgesamt positives Presseecho. Die Publishers Weekly kommentiert »With a straight face and even tone, Doyle (Jody’s Beans) unspools an outlandishly picaresque plot. « (Publishers Weekly, 29. September 2003). Die New York Times bewunderte vor allem Cneuts Illustrationen und schrieb »Cneut’s bold, idiosyncratic pictures, full of competing textures and colors, present a fabulous world gone slightly askew.« (Elizabeth Spires, 21. Dezember 2003).

### Jantje en de zeven reuzen
Cneuts Bilderbuch Jantje en de zeven reuzen wurde am 12. Oktober 2004 beim Verlag De Eenhoorn in niederländischer Sprache veröffentlicht und umfasst 88 Seiten. Der Autor des Buches ist Sam Swope. Bisher gibt es keine deutsche Übersetzung. Jantje en de zeven reuzen ist unter anderem in Frankreich, Portugal und den USA publiziert worden.
Seit Jack als Säugling vor der Tür des Müllers abgelegt und allein gelassen wurde, gilt er im Dorf als Unruhestifter. Als sieben Riesen anfangen, das Land unsicher zu machen, wird Jack dafür verantwortlich gemacht. „Böses zieht Böses an“, warnt ihn einer der Dorfbewohner. Aus Angst, dass das Dorf Schaden nehmen würde, wenn er bleibt, zieht Jack los in die Wälder. Jack hatte niemals vor, die Riesen zu bekämpfen. Doch als er nach und nach auf sie trifft, schafft er es, sie alle zu besiegen und seine verloren geglaubte Mutter zu befreien. Jantje en de zeven reuzen kann verschiedenen literarischen Genres zugeordnet werden. Neben einer Einordnung als Bilderbuch weist es Eigenschaften eines Märchens auf.
Jantje en de zeven reuzen erhielt ein insgesamt positives Presseecho. Das Publishers Weekly Magazin bezeichnete es als »unlikely and pleasing combination« (Publishers Weekly, 17. Mai 2004). Die New York Times nannte es »a freewheeling, irreverent story that can best be described as a slapstick fairy tale.« und fügte hinzu »All in all, it’s a lively tale that probably works best read aloud. « (Elizabeth Spires, 16. Mai 2004).

### Stilstaan/Adieu Benjamin
Cneuts Bilderbuch/Jugendroman „Stilstaan“ wurde 2004 beim belgischen Verlag Davidsfonds/Infodok in niederländischer Sprache veröffentlicht und umfasst 92 Seiten. Das Buch wurde von Willy Schuyesmans verfasst. Die deutsche Übersetzung erschien am 18. November 2005 beim Pro Business Verlag und umfasst 139 Seiten.
Das Buch erzählt die Geschichte von Benjamin, der im Krankenhaus an Herzversagen gestorben ist. Nun steht er neben seinem Körper, unsichtbar für seine Familie, und beobachtet, wie der Arzt versucht, ihn wiederzubeleben, wie seine Familie zu seiner Beerdigung geht und sein Grab auf dem Friedhof besucht. Gleichzeitig lernt Benjamin die anderen Verstorbenen kennen, findet Freunde und hat eine gute Zeit in der neuen Welt. Trotzdem macht er sich Sorgen um seine Familie und überlegt, wie er ihr dabei helfen kann, über seinen Tod hinwegzukommen und von ihm Abschied zu nehmen. Stilstaan kann verschiedenen literarischen Genres zugeordnet werden. Neben einer Einordnung als Bilderbuch und Kinderbuch kann es durchaus als Jugendroman gesehen werden.

### De oorlog van Sophie
Cneuts Bilderbuch/Kinderbuch De oorlog van Sophie wurde am 30. April 2004 beim belgischen Verlag Davidsfonds/Infodok in niederländischer Sprache veröffentlicht und umfasst 146 Seiten. Das Buch wurde von An van‘t Oosten verfasst.
Das Buch erzählt die Geschichte von Sophie, die während des Zweiten Weltkrieges aufwächst. Sie weiß meistens, was vor sich geht und kriegt mehr von den Erwachsenen mit, als sie soll, versucht aber trotzdem durch fröhliche Lieder, Spiele und ihre Phantasie, mutig zu bleiben. Doch das ist nicht einfach, wenn Luftschläge Sophie nervös machen und sie im scheinbar endlosen Winter hungert und friert. Sophie hört viele Geschichten über Hitler, muss Lebensmittel auf dem Schwarzmarkt kaufen und sieht Leute sterben. Noch schlimmer wird alles, als Sophies Vater verhaftet wird und sie nicht weiß, ob er jemals zurückkehren wird. Zu Beginn des Buches ist Sophie ungefähr drei Jahre alt, am Ende des Buches bereits acht Jahre.
De oorlog van Sophie kann verschiedenen literarischen Genres zugeordnet werden. Neben einer Einordnung als Bilderbuch und Kinderbuch kann es auch als Jugendroman bezeichnet werden.De oorlog van Sophie wurde mit dem Vlag en Wimpel Award (2005) ausgezeichnet.

### Het hart van Tom
Das Bilderbuch Het hart van Tom wurde am 27. Februar 2004 beim Verlag De Eenhoorn in niederländischer Sprache veröffentlicht und umfasst 32 Seiten. Das Buch wurde von Carl Norac verfasst und ist noch nicht in deutscher Übersetzung erschienen. Het hart van Tom ist außerdem in Frankreich publiziert worden.
Das Buch erzählt die Geschichte von Tom, der großes Talent im Malen hat. Eines Tages fordert Toms Schwester ihn auf, ein Herz zu malen, und indem Tom an diejenigen denkt, die er liebt, malt er ein wunderschönes Herz auf ein Papier. Doch ein Windstoß weht Toms Herz fort und es beginnt eine wilde Verfolgungsjagd, bevor das Herz schließlich in einem Zaubererhut landet und in ein Kaninchen verwandelt wird. Tom nimmt das Kaninchen auf und malt ein neues Herz.

### Zootje was hier
Das Bilderbuch Zootje was hier wurde am 27. Februar 2004 beim Verlag De Eenhoorn in niederländischer Sprache veröffentlicht und umfasst 64 Seiten. Das Buch wurde von Edward van de Vendel verfasst. Das Buch ist noch nicht in deutscher Übersetzung erschienen. Zootje was hier ist unter anderem in Frankreich und Brasilien publiziert worden.
Das Buch erzählt die Geschichte von Tepper. Tepper lebt mit seinen Großeltern zusammen und hat in der Schule keine Freunde. Deswegen spielt er oft alleine in seiner geheimen Hütte, wo er eines Tages die beiden Brüder Kiko und Flan kennenlernt. Kiko und Flan kommen aus einem fernen Land und sind als Flüchtlinge illegal im Land. Tepper verbringt viel Zeit mit ihnen in der Hütte, wo außerdem noch ein Geist lebt, der gelegentlich zu ihnen spricht und ihnen in schwierigen Momenten weiterhilft. Doch eines Tages kommt Tepper zu der Hütte und muss feststellen, dass die beiden Brüder nicht mehr da sind. In der Schule schreibt Tepper einen Brief an Lotus, dem neuen Mädchen in seiner Klasse, und vertraut ihr die Geschichte an.
Zootje was hier kann verschiedenen literarischen Genres zugeordnet werden. Neben einer Einordnung als Bilderbuch/Kinderbuch kann es auf Grund der schwierigen Themen Flucht und Illegalität auch als Jugendbuch eingestuft werden.

### Hou van mij
Cneuts Bilderbuch Hou van mij wurde am 1. Januar 2005 beim Verlag Davidsfonds in niederländischer Sprache veröffentlicht und umfasst 261 Seiten. Es wurde von Ed Franck verfasst und ist noch nicht in deutscher Übersetzung erschienen. Das Buch beinhaltet sechs Geschichten über die Liebe.

### Een geheim waar je groot van wordt
Das Bilderbuch Een geheim waar je groot van wordt wurde am 1. September 2005 beim Verlag De Eenhoorn in niederländischer Sprache veröffentlicht und umfasst 32 Seiten. Der Autor ist Carl Norac. Bisher existiert keine deutsche Übersetzung. Een geheim waar je groot van wordt ist unter anderem in Frankreich und China publiziert worden.
Salam wächst in einem kleinen arabischen Dorf auf. Salam träumt davon, die Welt zu bereisen, wenn er einmal groß ist. Aber die Leute aus seinem Dorf lachen über ihn und sagen, dass er niemals groß werden wird. Gekränkt von den Kommentaren verlässt Salam das Dorf mit einer leeren Tasche. Da greift ihn der Wind und trägt ihn fort. Salam hat Angst, doch der Wind will ihn nicht herunterlassen und so reist Salam durch die Welt und legt die Dinge in seine Tasche, die er zu fassen kriegt. Als seine Tasche fast voll ist, lässt ihn der Wind schließlich in der Wüste wieder auf die Erde. Salam weiß zunächst nicht, was er tun und wohin er gehen soll, doch all die Dinge, die er unterwegs gesammelt hat, erweisen sich nun als sehr hilfreich.
Een geheim waar je groot van wordt wurde unter anderem mit dem White Raven Award (2004) ausgezeichnet.

### Dulle Griet
Cneuts Bilderbuch Dulle Griet wurde am 4. März 2005 beim Verlag De Eenhoorn in niederländischer Sprache veröffentlicht und umfasst 32 Seiten. Das Buch wurde von Geert De Kockere verfasst und existiert bisher nicht in deutscher Sprache.
Die Geschichte aus Dulle Griet basiert auf dem Gemälde Mad Meg von Pieter Bruegel der Ältere aus dem Jahr 1562. Dulle Griet heißt zunächst Gretchen und ist ein liebes Kind, doch als sie älter und zu Griet wird, kriegt sie einen boshaften Charakter. Sie schreit ihre Eltern an, reißt Blumen aus und stößt Menschen von einem Turm, um sich danach anzuschauen, was von ihnen übergeblieben ist. Eines Tages sagen ihr die Leute aus dem Dorf, dass sie zur Hölle gehen soll und Griet nimmt sie beim Wort. Weil aus dem Dorf niemand um ihre Hand anhalten will, läuft Griet in die Hölle und ruft nach dem Teufel, um ihn um seine Hand zu bitten. Als dieser jedoch nicht erscheint nimmt Griet ihr Schwert und stößt es sich selber durch ihr Herz.
„Dulle Griet“ wurde mit dem Golden Plaque Bratislava (2005) ausgezeichnet.

### O monster, eet mij niet op(2006)/Monster, friss mich nicht!(2006)
Cneuts Bilderbuch O monster, eet mij niet op wurde am 1. August 2006 beim Verlag De Eenhoorn in niederländischer Sprache veröffentlicht und umfasst 26 Seiten. Das Buch wurde von Carl Norac verfasst. Die deutsche Übersetzung erschien am 15. August 2006 beim Residenz Verlag und umfasst 32 Seiten. Pauline Katz übersetzte das Buch ins Deutsche. O monster, eet mij niet op ist unter anderem in den USA, Frankreich, Italien, China, Korea, Indien, Spanien, Portugal, Slowenien, Estland, Norwegen, Lettland und Ungarn publiziert worden.
Das Buch erzählt von dem Schwein Alex, das es liebt zu essen – auch zwischen den Mahlzeiten. Als seine Mutter ihn wieder einmal dabei erwischt schickt sie ihn zum Fluss, um den Abwasch zu machen. Auf dem Weg zurück kommt Alex an einem Himbeerbusch vorbei und kann nicht widerstehen. Gerade als er sich über die Himbeeren beugt, erscheint jedoch ein riesiger Schatten über ihm. Es ist ein riesiges Monster, das Alex fressen will. Alex kann gerade noch entkommen, als die Mutter des Monsters auftaucht, um es zu ermahnen, nicht zwischen den Mahlzeiten zu essen.
O monster, eet mij niet op wurde mit dem Vlag & Wimpel (2007) in den Niederlanden für seinen Text ausgezeichnet.

### Eén miljoen vlinders/Zwei Millionen Schmetterlinge
Carll Cneuts Bilderbuch Eén miljoen vlinders wurde am 1. August 2007 beim Verlag De Eenhoorn in niederländischer Sprache veröffentlicht und umfasst 32 Seiten. Das Buch wurde von Edward van de Vendel verfasst. Die deutsche Übersetzung erschien am 1. Januar 2008 beim Boje Verlag und umfasst 32 Seiten. Der Übersetzer des Buches ist Rolf Erdorf. Eén miljoen vlinders ist unter anderem in Frankreich, China, Georgien, Spanien, Südafrika und Dänemark publiziert worden.
Das Buch erzählt die Geschichte von Rufus dem Elefanten, der plötzlich überall Schmetterlinge sieht. Seine Eltern blicken ihn wissend an und schicken ihn auf den Weg, um den Schmetterlingen zu folgen, ohne ihm zu sagen, was sie bedeuten. Unterwegs fragt er alle, denen er begegnet, ob sie die Schmetterlinge auch sehen können, doch immer wenn sie hinschauen sind die Schmetterlinge verschwunden. Einzig der alte Elch scheint die Schmetterlinge zu kennen und gibt Rufus den Ratschlag, es zu genießen. Rufus wandert verwirrt weiter, bis er auf einer Brücke ein Mädchen sitzen sieht, um deren Kopf eine Million Schmetterlinge tanzen.
Eén miljoen vlinders wurde unter anderem mit dem Zilveren Griffel Award (2008) und dem Plantin-Moretus Prize (2008) für das Buchdesign ausgezeichnet.

### Te veel verdriet voor één hart: vier tragedies van Shakespeare
Das Bilderbuch Te veel verdriet voor één hart: vier tragedies van Shakespeare wurde am 5. Mai 2008 beim belgischen Verlag Davidsfonds Literair in niederländischer Sprache veröffentlicht und umfasst 334 Seiten. Das Buch wurde von Ed Franck verfasst. Das Buch ist noch nicht in deutscher Übersetzung erschienen.
In dem Buch werden vier große Tragödien von Shakespeare (Othello, Macbeth, King Lear und Hamlet) von Ed Franck in Prosaform wiedererzählt. Te veel verdriet voor één hart: vier tragedies van Shakespeare kann verschiedenen literarischen Genres zugeordnet werden. Neben einer Einordnung als Bilderbuch/Kinderbuch und Jugendbuch kann es auch der Prosa zugeordnet werden.

### City Lullaby(2007)
Das Bilderbuch City Lullaby wurde am 15. Oktober 2007 beim US-amerikanischen Verlag Clarion Books in englischer Sprache veröffentlicht und umfasst 32 Seiten. Das Buch wurde von Marilyn Singer verfasst. Bisher gibt es keine deutsche Übersetzung. In dem Buch verfolgen wir die Reise eines Babys, das in seinem roten Kinderwagen durch New York rollt. Die Geschichte ist in Lied- und Reimform geschrieben. City Lullaby kann als Bilderbuch und Kinderbuch sowie als Liederbuch und Gedichtband eingeordnet werden.
City Lullaby erhielt ein insgesamt positives Presseecho. Die Kirkus Review bezeichnete es als »Cheerfully over-stimulating—a bit like the city itself. « (Kirkus Review, 20. Mai 2010). Die New York Times kommentierte »in this vibrant, terrific picture book, Marilyn Singer and Carll Cneut summon a hip-hooray and ballyhoo all their own.« (11. November 2007).

### Het geheim van de keel van de nachtegaal/Das Geheimnis der Nachtigall
Das Bilderbuch Het geheim van de keel van de nachtegaal wurde am 1. September 2008 beim Verlag De Eenhoorn in niederländischer Sprache veröffentlicht und umfasst 66 Seiten. Der Autor des Buches ist Peter Verhelst. Die deutsche Übersetzung erschien am 3. August 2009 beim Boje Verlag und umfasst 64 Seiten. Die Übersetzerin ist Mirjam Pressler. Het geheim van de keel van de nachtegaal ist unter anderem in Schweden, Slowenien, Taiwan, Korea und Spanien publiziert worden.
Das Buch basiert auf einem Märchen von Hans Christian Andersen. Der Kaiser von China träumt von einem Garten, der wie das Paradies auf Erden ist und lässt Experten aus dem ganzen Land kommen, um seinen Traum zu verwirklichen. Jahrelang arbeiten hunderte Menschen an dem Garten, bevor der Kaiser endlich durch ihn wandern kann. Als der Kaiser eines Tages den Gesang der Nachtigall hört, möchte er, dass auch sie Teil seines Gartens ist und so sperrt er die Nachtigall ein und lässt sie jeden Tag für sich singen. Experten machen sich daran, die Nachtigall aus Gold nachzubauen, doch der Gesang der goldenen Nachtigall macht die Menschen nicht glücklich.
Het geheim van de keel van de nachtegaal wurde unter anderem mit dem Woutertje Pieterse Prijs (2009), dem Gouden Boekenuil (2009), dem Boekenleeuw (2009) und dem Gouden Griffel Award (2009) ausgezeichnet.

### Fluit zoals je bent/Hier wohnt mein Glück
Das Bilderbuch Fluit zoals je bent wurde am 1. September 2009 beim Verlag De Eenhoorn in niederländischer Sprache veröffentlicht und umfasst 112 Seiten. Das Buch wurde von Edward van de Vendel verfasst. Die deutsche Übersetzung erschien 2009 beim arsEdition-Verlag und umfasst 112 Seiten.
Das Buch beinhaltet eine Auswahl an Gedichten, die alle von Tieren handeln. Fluit zoals je bent kann verschiedenen literarischen Genres zugeordnet werden. Neben einer Einordnung als Bilderbuch und Kinderbuch kann es auch der Lyrik zugeordnet werden.
Fluit zoals je bent wurde unter anderem mit dem Zilveren Penseel (2010), dem Zilveren Griffel (2010) und dem Boekenpluim (2010) ausgezeichnet.

### Verboden liefdes: verhalen uit Boccaccio’s Decamerone
Carll Cneuts Bilderbuch Verboden liefdes: verhalen uit Boccaccio’s Decamerone wurde am 1. Juni 2010 beim belgischen Verlag Davidsfonds/Infodok in niederländischer Sprache veröffentlicht und umfasst 231 Seiten. Das Buch wurde von Ed Franck verfasst. Bisher gibt es keine deutsche Übersetzung.
Das Buch von Cneut und Franck basiert auf dem Buch Decamerone von Giovanni Boccaccio aus dem vierzehnten Jahrhundert. Ed Franck hat dem Buch 25 Geschichten entnommen und sie in einfach verständliche Texte verarbeitet.

### Tien bolle biggetjes keken naar de maan
Cneuts Bilderbuch Tien bolle biggetjes keken naar de maan wurde am 1. September 2011 beim belgischen Verlag De Eenhoorn in niederländischer Sprache veröffentlicht und umfasst 26 Seiten. Das Buch wurde von Lindsay Lee Johnson verfasst. Das Buch ist noch nicht in deutscher Übersetzung erschienen. Tien bolle biggetjes keken naar de maan ist unter anderem in den USA publiziert worden.
Das Buch erzählt die Geschichte von zehn kleinen Schweinchen, die sich nachts aus dem Haus schleichen, angezogen vom Mondschein. Plötzlich sind sie weit weg von zu Hause und die Dunkelheit macht ihnen Angst. Dann taucht ein Fuchs auf und die Schweinchen rufen nach ihrer Mutter, die sofort zu ihrer Rettung eilt.

### De blauwe vogel
Das Bilderbuch De blauwe vogel wurde am 1. Dezember 2011 beim belgischen Verlag De Eenhoorn in niederländischer Sprache veröffentlicht und umfasst 96 Seiten. Das Buch wurde von Maurice Maeterlinck verfasst und von Do Van Rast für Kinder umformuliert. Das Buch ist noch nicht in deutscher Übersetzung erschienen, wurde jedoch unter anderem in Korea und China publiziert.
Das Buch basiert auf dem Film The Blue Bird aus dem Jahr 1976 nach dem Drehbuch von Maurice Maeterlinck. Die Geschichte handelt von den beiden Kindern Tyltyl und Mytyl, die in ärmlichen Verhältnissen aufwachsen. Eines Tages werden sie von Fee Bérylune losgeschickt, um den blauen Vogel zu finden, damit dieser ihre kranke Tochter heilen kann. Die Reise führt die beiden Kinder an viele fremde Orte, wie zum Beispiel das Land der Erinnerung oder den Palast der Nacht. Zusammen mit magischen Gestalten und einem Talisman erleben Tyltyl und Mytyl viele Abenteuer, bevor sie wieder nach Hause zurückkehren. De blauwe vogel kann verschiedenen literarischen Genres zugeordnet werden. Neben einer Einordnung als Bilderbuch weist es Eigenschaften eines Märchens auf.

### Nachten vol angstaanjagende schoonheid
Cneuts Bilderbuch Nachten vol angstaanjagende schoonheid wurde am 15. September 2011 beim belgischen Verlag Davidsfonds/Literair in niederländischer Sprache veröffentlicht und umfasst 167 Seiten. Das Buch wurde von Ed Franck verfasst. Bisher existiert keine deutsche Übersetzung. Das Buch basiert auf den Texten von Edgar Allan Poe, von dem Ed Franck einige Horrorgeschichten auswählte und sie leicht veränderte, um sie einem moderneren Publikum zugänglich zu machen. Nachten vol angstaanjagende schoonheid kann verschiedenen literarischen Genres zugeordnet werden. Neben einer Einordnung als Bilderbuch, Kinderbuch und Jugendbuch lässt es sich auch dem Genre Thriller zuordnen oder als Gruselgeschichte bezeichnen.

### Slagveld van gebroken harten: verhalen uit Chaucers the Canterbury Tales
Cneuts Bilderbuch Slagveld van gebroken harten wurde am 19. August 2013 beim belgischen Verlag Davidsfonds in niederländischer Sprache veröffentlicht und umfasst 223 Seiten. Das Buch wurde von Ed Franck verfasst. Das Buch ist noch nicht in deutscher Übersetzung erschienen. Das Buch ist eine Nacherzählung der Canterbury Tales von Geoffrey Chaucer aus dem vierzehnten Jahrhundert, in denen Menschen aus verschiedenen sozialen Schichten zusammen nach Canterbury pilgern, um das Grab von Thomas Becket zu besuchen. Unterwegs erzählen sie sich Geschichten, um sich die Zeit zu vertreiben. Ed Franck hat die Geschichte leicht verändert, um sie jüngeren Lesern leichter zugänglich zu machen.

### De gouden kooi/Der goldene Käfig
Carll Cneuts Bilderbuch De gouden kooi wurde am 10. Oktober 2014 beim Verlag De Eenhoorn in niederländischer Sprache veröffentlicht und umfasst 48 Seiten. Die Autorin ist Anna Castagnoli. Die deutsche Übersetzung erschien am 1. September 2015 beim Bohem Press Verlag und umfasst ebenfalls 48 Seiten. Ulrike Schimming lieferte die Übersetzung. De gouden kooi ist unter anderem in Belgien und Italien publiziert worden.
Das Buch erzählt die Geschichte der verwöhnten Prinzessin Valentina, die die seltensten Vögel begehrt und dafür ihre Diener auf die Jagd schickt. Wenn sie ihr nicht den richtigen Vogel bringen, lässt Valentina ihnen den Kopf abhacken. Eines Nachts träumt sie von einem sprechenden Vogel und will fortan nur noch diesen einen Vogel haben. Als niemand den Vogel finden kann, verspricht ein Junge ihr, dass er ihr den sprechenden Vogel bringen wird, wenn sie ihm nur verspricht, Geduld zu haben. Als Valentina einwilligt kehrt der Junge mit einem Ei zurück und erklärt Valentina, dass daraus irgendwann der sprechende Vogel schlüpfen wird.
De gouden kooi wurde unter anderem mit dem Cutting Edge Award (2015) ausgezeichnet und für den Deutschen Jugendliteraturpreis 2016 nominiert. De gouden kooi erhielt ein insgesamt positives Presseecho. Das Deutschlandradio Kultur bezeichnete es als »rätselhaftes, schönes, ja zauberhaftes Bilderbuch, das man sofort wieder vorne aufschlägt, wenn man hinten angelangt ist« (Sylvia Schwab, 12. Januar 2016). Die Zeitung Die Zeit schrieb »Realität, Fantasie und Traum verschränken sich in den Bildern und dem klug aufgebauten Text. Dieses Buch ist ein beeindruckendes Gesamtkunstwerk.« (Christoph Rieger, 4. April 2016).

### Vogels, tekenen, krabbelen en kleuren met Carll Cneut
Carll Cneuts erstes Malbuch, das auch Bilderbuch und Kinderbuch ist, Vogels, tekenen, krabbelen en kleuren met Carll Cneut wurde am 1. Oktober 2014 beim belgischen Verlag De Eenhoorn in niederländischer Sprache veröffentlicht und umfasst 80 Seiten.
Das Buch beinhaltet fertige und halbfertige Zeichnungen von Carll Cneut, die Kinder oder Erwachsene ausmalen oder ergänzen können.

### De jongen, de neushoornvogel, de olifant, de tijger en het meisje
Das Bilderbuch De jongen, de neushoornvogel, de olifant, de tijger en het meisje wurde am 1. Dezember 2015 beim Verlag De Eenhoorn in niederländischer Sprache veröffentlicht und umfasst 86 Seiten. Das Buch wurde von Peter Verhelst verfasst. Das Buch ist noch nicht in deutscher Übersetzung erschienen.
Der erste Teil des Buches ist aus der Sicht des Jungen geschrieben. Er lebt in einem Dorf im afrikanischen Wald und muss sich dort einer Aufgabe stellen, um zum Mann zu werden. Er muss zwei Totemtiere wählen: das erste, der Nashornvogel, wird ihn beschützen und das zweite, der Tiger, muss von ihm getötet werden. Während der Junge in einer Hütte im Wald lebt, die er nur mit Erlaubnis der Männer verlassen darf, warten seine Eltern und seine Schwester ungeduldig im Dorf auf seine Rückkehr. Doch dann wird das Dorf von einer Elefantenherde zerstört und die Eltern und die Schwester des Jungen sterben.
Der zweite Teil der Geschichte wird von der toten Schwester erzählt. Als sie stirbt geht ihr Geist in einen der Elefanten über, der das Dorf angegriffen hat. In Form des Elefanten begleitet sie ihren Bruder, der aus dem Dorf verstoßen wird, da er die Hütte unerlaubt verlassen hat. Der Junge reist zusammen mit dem Elefanten und seinem Totemvogel zu einer Kupfermine, doch die Menschen dort jagen ihn weg. Kurz danach trifft der Junge auf eine Jugendbande, die als Familie am Rande der Kupfermine lebt und die ihn als neues Familienmitglied aufnimmt. Sie taufen ihn „Great Warrior“. Eines Tages kommt es zum Kampf zwischen der Jugendbande und einer anderen Familie. Unerwartet taucht während des Kampfes der Tiger auf und tötet einen Freund von dem Jungen. Der Junge entwickelt einen Plan und schafft es schließlich den Tiger und damit sein Totemtier zu töten. Er wird damit zum Mann und seine Schwester kann in das Reich der Toten übergehen.

## Rezeption
Die nationale bzw. internationale Presse schrieb unter anderem über Cneuts Werk »Carll Cneuts Bilder haben eine eigene Wirklichkeit, als kämen sie woanders her.« (Neue Zürcher Zeitung), »Cneut’s bold, idiosyncratic pictures, full of competing textures and colors, present a fabulous world gone slightly askew« (New York Times) und bezeichnete Cneuts Werke als einen »Bilderbuchrausch in Form und Farbe« (Die Zeit).

## Nominierungen und Auszeichnungen
| 2000 | Boekenpauw                            |
| 2000 | White Raven                           |
| 2001 | Bologna Ragazzi Award Special Mention |
| 2002 | Boekenpluim                           |
| 2002 | Prix Octogone                         |
| 2003 | Zilveren Penseel                      |
| 2003 | Prix d'Illustration Jeunesse          |
| 2003 | Golden Plaque Bratislava              |
| 2004 | Boekenpauw                            |
| 2004 | White Raven                           |
| 2004 | Vlag en Wimpel                        |
| 2005 | Inclusieve Griffel                    |
| 2005 | Golden Plaque Bratislava              |
| 2007 | Plantin-Moretuspublieksprijs          |
| 2009 | Woutertje Pieterse Prijs              |
| 2009 | Gouden Uil                            |
| 2009 | Gouden Griffel                        |
| 2009 | Boekenwelp                            |
| 2009 | Boekenpluim                           |
| 2009 | White Raven                           |
| 2010 | Boekenpluim                           |
| 2010 | Zilveren Griffel                      |
| 2010 | Zilveren Penseel                      |
| 2015 | Die besten 7 Bücher für junge Leser   |

## Öffentliche Auftritte
- September 2016: Kinder- und Jugendprogramm des 16. Internationalen Literaturfestivals Berlin